# ترجولس
ترجولس (به فرانسوی: Tréjouls) یک کامین در فرانسه است که در Canton of Lauzerte واقع شده‌است.

## خصوصیات
ترجولس ۱۳٫۸۶ کیلومترمربع مساحت و ۲۶۶ نفر جمعیت دارد و ۲۳۴ متر بالاتر از سطح دریا واقع شده‌است.